# Indianapolis 500 1921

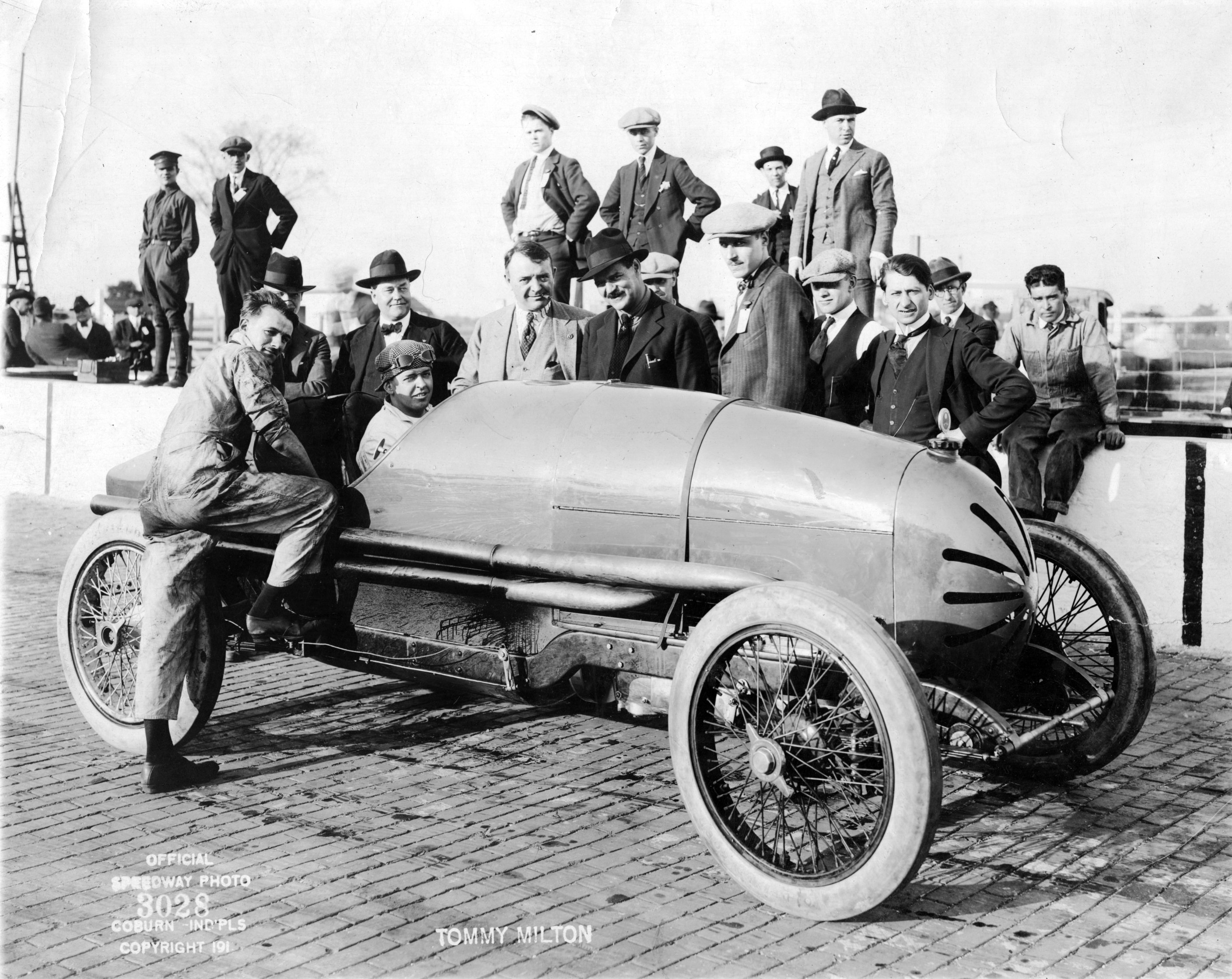
Rennsieger Tommy Milton im Frontenac

Das 9. Indianapolis 500 (offiziell 9th 500 Mile International Sweepstakes Race) auf dem Indianapolis Motor Speedway fand am 30. Mai 1921 statt.

## Hintergrund
Das Rennen ging über eine Distanz von 200 Runden à 4,023 km, was einer Gesamtdistanz von 804,672 km entspricht. Aus der Pole-Position startete Ralph de Palma mit einer Vierrunden-Durchschnittszeit von 5:57.34 Min. oder 100,75 mph (162,14 km/h). Das Rennen war der zwölfte Lauf zur AAA-Saison 1921. Die Prämie für den Sieger betrug 26.200 US-Dollar (entspricht 2025 ca. 396.800 Euro).
Ein verhältnismäßig kleines Feld von nur 26 Autos meldete sich an, aber nur 23 Autos kamen in Indianapolis an und bereiteten sich auf die Qualifikation vor. Die Anmeldung von Mervin Headleys war nicht zugelassen, da er nur die Hälfte der Anmeldegebühr bezahlte. Zwei weitere Teilnehmer erschienen nicht. Die Qualifikation wurde in fünf Tagen, vom 25. bis 29. Mai, angesetzt. Der Fahrer, der die höchste Vierrunden-Durchschnittsgeschwindigkeit erreichte, vier Runden entsprechen 10 Meilen, stand am Renntag auf der Pole-Position. Ralph DePalma absolvierte seinen schnellsten Qualifikationslauf am Mittwoch, den 25. Mai, mit einer Durchschnittsgeschwindigkeit von 100,75 mph. DePalma war der einzige Fahrer, der die 100-mph-Marke überschritt. Keine seiner vier Runden erreichte den Streckenrekord von über 104 mph aus dem Jahr 1919.

## Das Rennen
Zum ersten Mal startete man die Indy 500 nicht mehr in Vierer-, sondern in Dreierreihen. Nach 109 Runden führte Ralph DePalma das Rennen souverän an mit zwei Runden Vorsprung. In der 112. Runde bekam er Motorenprobleme und DePalma schied aus. Mit insgesamt 612 Führungsrunden in allen von DePalma gestarteten Indianapolis-Rennen, hielt er den absoluten Rekord in dieser Kategorie. Dieser Rekord hatte 66 Jahre bestand, erst im Jahr 1987 zählte man bei Al Unser sr. mehr Führungsrunden.
Gewonnen hatte Tommy Milton mit einem Chassis und Motor von Frontenac, konstruiert hatte das Auto Louis Chevrolet. Milton siegte in Begleitung seines Mechanikers und Beifahrers Harry Franck. Bestes europäisches Auto war ein Sunbeam, gefahren vom US-Amerikaner Ora Haibe.

## Ergebnisse

### Startaufstellung
| Reihe | Innen | Innen           | Mitte | Mitte           | Außen | Außen          |
| ----- | ----- | --------------- | ----- | --------------- | ----- | -------------- |
| 1     | 4     | Ralph DePalma   | 6     | Roscoe Sarles   | 7     | Joe Boyer      |
| 2     | 1     | Eddie Hearne    | 22    | Jules Ellingboe | 19    | Jean Chassagne |
| 3     | 18    | Louis Fountaine | 23    | Percy Ford      | 5     | Eddie Miller   |
| 4     | 3     | Ira Vail        | 14    | André Boillot   | 10    | Howdy Wilcox   |
| 5     | 16    | Ora Haibe       | 9     | Albert Guyot    | 21    | Bennett Hill   |
| 6     | 17    | Riley Brett     | 15    | René Thomas     | 27    | Tom Alley      |
| 7     | 24    | Jimmy Murphy    | 2     | Tommy Milton    | 8     | Ralph Mulford  |
| 8     | 25    | Joe Thomas      | 28    | C. W. Van Ranst |       |                |

### Schlussklassement
| Pos. | Nr. | Fahrer                                                     | Chassis    | Motor      | Zeit/Rückstand    | Qualifikation ø 4 Rd. mph | Start |
| ---- | --- | ---------------------------------------------------------- | ---------- | ---------- | ----------------- | ------------------------- | ----- |
| 1    | 2   | Tommy Milton                                               | Frontenac  | Frontenac  | 5:34:44.65        | 93,050                    | 20    |
| 2    | 6   | Roscoe Sarles                                              | Duesenberg | Duesenberg | 200               | 98,350                    | 2     |
| 3    | 23  | Percy Ford (R) abgelöst Jules Ellingboe abgelöst Andy Burt | Frontenac  | Frontenac  | 200               | 87,000                    | 8     |
| 4    | 5   | Eddie Miller (R) abgelöst Jimmy Murphy                     | Duesenberg | Duesenberg | 200               | 83,850                    | 9     |
| 5    | 16  | Ora Haibe                                                  | Sunbeam    | Sunbeam    | 200               | 93,500                    | 13    |
| 6    | 9   | Albert Guyot abgelöst Joe Boyer abgelöst Eddie Miller      | Duesenberg | Duesenberg | 200               | 87,800                    | 14    |
| 7    | 3   | Ira Vail                                                   | Leach      | Miller     | 200               | 82,350                    | 10    |
| 8    | 21  | Bennett Hill abgelöst Jerry Wunderlich                     | Duesenberg | Duesenberg | 200               | 87,780                    | 15    |
| 9    | 8   | Ralph Mulford                                              | Frontenac  | Frontenac  | 177               | 91,700                    | 21    |
| 10   | 15  | René Thomas (W)                                            | Sunbeam    | Sunbeam    | 144 (Kühlung)     | 83,750                    | 17    |
| 11   | 27  | Tom Alley                                                  | Frontenac  | Frontenac  | 133 (Aufhängung)  | 80,500                    | 18    |
| 12   | 4   | Ralph DePalma (W)                                          | Ballot     | Ballot     | 112 (Aufhängung)  | 100,750                   | 1     |
| 13   | 1   | Eddie Hearne                                               | Duesenberg | Duesenberg | 111 (Ölleck)      | 96,180                    | 4     |
| 14   | 24  | Jimmy Murphy abgelöst Eddie Pullen                         | Duesenberg | Duesenberg | 107 (Unfall)      | 93,600                    | 19    |
| 15   | 17  | Riley Brett (R) abgelöst Harry Thicksten                   | Brett      | Brett      | 91 (Unfall)       | 87,750                    | 16    |
| 16   | 28  | C. W. Van Ranst (R)                                        | Frontenac  | Frontenac  | 87 (Kühlung)      | 88,350                    | 23    |
| 17   | 7   | Joe Boyer                                                  | Duesenberg | Duesenberg | 74 (Hinterachse)  | 96,650                    | 3     |
| 18   | 19  | Jean Chassagne                                             | Peugeot    | Peugeot    | 65 (Defekt)       | 91,000                    | 6     |
| 19   | 22  | Jules Ellingboe (R)                                        | Frontenac  | Frontenac  | 49 (Lenkung)      | 95,400                    | 5     |
| 20   | 14  | André Boillot                                              | Sunbeam    | Sunbeam    | 41 (Lagerschaden) | 97,600                    | 11    |
| 21   | 18  | Louis Fountaine (R)                                        | Brett      | Brett      | 33 (Unfall)       | 88,300                    | 7     |
| 22   | 25  | Joe Thomas                                                 | Duesenberg | Duesenberg | 25 (Unfall)       | 96,250                    | 22    |
| 23   | 10  | Howdy Wilcox (W)                                           | Peugeot    | Peugeot    | 22 (Aufhängung)   | 96,000                    | 12    |

(W) = früherer Gewinner / (R) = Rookie

### Führungsrunden
| Fahrer        | Anzahl |
| ------------- | ------ |
| Ralph DePalma | 108    |
| Tommy Milton  | 90     |
| Joe Boyer     | 1      |
| Roscoe Sarle  | 1      |